# Верхнє Жданово
Верхнє Жданово (рос. Верхнее Жданово) — присілок в Желєзногорському районі Курської області Російської Федерації.
Населення становить 193 особи. Входить до складу муніципального утворення Нижньождановська сільрада.

## Історія
Населений пункт розташований на території українського етнічного та культурного краю Східна Слобожанщина.
Від 2004 року входить до складу муніципального утворення Нижньождановська сільрада.

## Населення
| 1877 | 1883 | 1897 | 1905 | 1979 | 2002 | 2010 |
| ---- | ---- | ---- | ---- | ---- | ---- | ---- |
| 551  | ↘501 | ↗605 | ↘584 | ↘165 | ↗191 | ↗193 |